# 超滤子

集合{1,2,3,4}的幂集格。其中，上闭集合 ↑{1,4}被涂成黄色。它是一个主滤子，但不是一个超滤子，因为它能够通过增加浅绿色元素而扩展为一个非平凡的滤子↑{1}。而由于↑{1} 无法再被进一步扩展，它是一个超滤子

在数学领域集合论中，在集合 X 上的超滤子是作为极大滤子的 X 子集的搜集。超滤子可以被认为是有限可加性测度。那么 X 的所有子集要么被认为是“几乎所有”（有测度 1）要么被认为是“几乎没有”（有测度 0）。如果 A 是 X 的子集，则要么 A 要么 X\A 是超滤子的元素（这里 X\A 是 A 在 X 中的相对补集；就是说，X 的不在 A 中的所有元素的集合）。这个概念可以被推广到布尔代数甚至是一般偏序，并在集合论、模型论和拓扑学中有很多应用。

## 形式定义
给定集合 X，X 的子集族 U 称为 X 上的超滤子，若U满足：
1. ∅ ∉ U。
2. ∀ A ∈ U, B ⊆ X，若A ⊆ B，则B ∈ U。
3. ∀ A, B ∈ U，A ∩ B ∈ U。
4. ∀ A ⊆ X，X\A ∈ U 与 A ∈ U 两者之一成立。(性质1,3已保证 X\A ∈ U，A ∈ U 不能同时成立)

### 相关结论
下列定理给出超滤子和滤子的特征：在集合 X 上一个滤子 U 是超滤子，若下列条件之一成立：
1. U是最大的滤子：∀X上的滤子F，F ⊆ U。
2. A ∪ B ∈ U ⇒ A ∈ U 或 B ∈ U。
3. ∀A ⊆ X，则要么 A ∈ U 要么 X - A ∈ U。

查看集合 X 上超滤子的另一种方式是定义在 X 的幂集上一个函数 m，设置 m(A) = 1 如果 A 是 U 的元素，否则 m(A) = 0。那么 m 是在 X 上的有限可加性测度，而 X 的元素的所有性质要么是几乎处处为真要么是几乎处处为假。注意这不定义要求“可数可加性”的平常意义上的测度。
对于不是超滤子的滤子 F，可以说 m(A) = 1 如果 A ∈ F，并且 m(A) = 0 如果 X - A ∈ F，留着 m 在其他地方未定义。

## 完备性
在一个集合上的超滤子 U 的完备性是最小基数 κ 使得有 κ 个 U 的元素它们的交集不在 U 中。这个定义蕴涵了任何超滤子的完备性至少是 {\displaystyle \aleph _{0}}。其完备性大于 {\displaystyle \aleph _{0}} 的超滤子，就是说 U 的元素的任何可数搜集的交集仍在 U 中，被称为可数完备的或 {\displaystyle \sigma }-完备的。
可数完全超滤子的完备性总是可测基数。

## 推广到偏序
在序理论中，超滤子是偏序集合(poset)的子集，它在所有真滤子中是极大的。形式的说，这声称了包含超滤子的任何滤子都必须等于整个偏序集合。这个概念的一个重要特殊情况出现在考虑的偏序集合是布尔代数的时候，因为在这种情况下超滤子在集合上（定义为相应幂集上的滤子）。在这种情况下，超滤子可以被特征化为，对布尔代数的每个元素 a 精确的包含元素 a 和 ¬a 中的一个。(后者是 a 的布尔补元)。
在布尔代数上的超滤子可以通过素理想、极大理想确定，并同态于两元素布尔代数 {true, false}：
- 布尔代数的极大理想同于素理想。
- 给定一个布尔代数到 {true, false} 的同态，“真”的逆像是超滤子，而“假”的逆像是极大理想。
- 给定布尔代数的一个极大理想，它的补集是超滤子，并有唯一一个到 {true, false} 的同态，把极大理想映射到“假”。
- 给定布尔代数的一个超滤子，它的补集是极大理想，并有唯一一个到 {true, false} 的同态，把超滤子映射到“真”。

我们看可以用做“超滤子”概念的定义的另一个定理。设 B 指示布尔代数而 F 是其中的真滤子。F 是超滤子当且仅当：
对于所有 {\displaystyle a,b\in \mathbf {B} }，如果 {\displaystyle a\vee b\in F}，则 {\displaystyle a\in f} 或 {\displaystyle b\in f}
（避免混淆：这里使用符号 {\displaystyle \vee } 来指示布尔代数的运算，用口语描述逻辑连结词。）详情（和证明）可参见：

## 超滤子的类型和存在性
有两种非常不同类型的超滤子：主要的和自由的。主要（或固定或平凡）的超滤子是包含最小元的滤子。因此主超滤子有形式 Fa={x | a≤x} 对于给定偏序集合的某些(但非全部)元素 a。在这种情况下 a 被称为超滤子的“主元素”。对于滤子在集合上的情况，有资格成为主元素的精确的是一元素集合。因此在集合 S 上的主超滤子由包含 S 的特定点的所有集合构成。在有限集合上的超滤子是主要的。不是主要的任何超滤子叫做自由（或非主要）超滤子。
可以证明所有滤子（或更一般的说，带有有限交集性质的任何子集）都包含在一个超滤子中（参见超滤子引理）并且自由超滤子因而存在，但是这个证明涉及佐恩引理形式的选择公理。因此不能给出自由主滤子的明确例子。经管如此，在无限集合上的几乎所有超滤子都是自由的。相反的，在有限偏序集合（或在有限集合上）的所有超滤子都是主要的，因为任何有限滤子都最小元素。

## 应用
在集合上的超滤子应用于拓扑学特别是联系于紧致豪斯多夫空间，和模型论中超乘积的构造。在紧致豪斯多夫空间上的所有超滤子会聚到精确的一个点。类似的，在偏序集合上超滤子是非常重要的，如果这个偏序集合是布尔代数，因为这种情况下超滤子同一于素滤子。这种形式的超滤子在Stone布尔代数表示定理中扮演中心角色。
在偏序集合 P 上所有超滤子 G 可以按自然方式来拓扑化，这实际上密切关联于上述表示定理。对于 P 的任何元素 a，设 Da = { U ∈ G | a ∈ U }。这是在 P 还是布尔代数时最有用的，因为在这种情况下所有 Da 的集合是在 G 上的紧致豪斯多夫拓扑的基。特别是，在考虑在集合 S 上的超滤子的时候（就是说 P 是 S 的幂集并按集合包含排序），结果的拓扑空间是势为 |S| 的离散空间的斯通-切赫緊化。
在模型论中的超乘积构造使用超滤子来生成结构的基本扩张。例如，在构造超實數为实数的超乘积中，我们首先把论域从实数扩展到实数序列。这个序列空间被当作实数的超集，通过用对应的常量序列来识别每个实数。要把熟悉的函数和关系（比如 + 和 <）从实数扩展到超实数，自然的想法是逐点的定义它们。但是这会丢失实数的重要逻辑性质；比如逐点 < 不是全序。所以我们转而“逐点模 U”的定义函数和关系，这里的 U 是在序列的索引集上的超滤子；通过Łoś定理，这保持了实数可以用一阶逻辑陈述的所有性质。如果 U 是非主要的，则从而获得的扩展是非平凡的。